# Multi Point Interface
Multi Point Interface (MPI) je sběrnice vystavěná na základě definice RS485 s využitím především v průmyslové automatizaci a vychází ze sítě Profibus.

## Základní charakteristiky
- Sběrnice MPI:
  - je určena pro servisní, programovací a datové služby na zařízení (např. přenos programových paketů, programování, přenos skupiny dat)
  - není určena pro sběr dat z decentrálních periferií.
  - na síti musí být alespoň jeden Master, který řídí tok dat na síti.
- Rychlost sítě (volitelná): 9 Kibit/s až 12 Mibit/s.
- Počet účastníků je omezen na 128 /číslováno 0–127/, oktet 11 bitů z toho 8 datových)
- Přenosová vzdálenost není principiálně omezena (může být stejná jako u Profibusu) ale síť je primárně určena k místní komunikaci v délce desítek až stovek metrů.
- Přenosová technologie
  - RS485 – přenosový komunikační standard
  - optické vlákno – může pracovat s přenosem po optické síti při doplnění převodníků, ale toto řešení se běžně nepoužívá